# Sofie Petersen

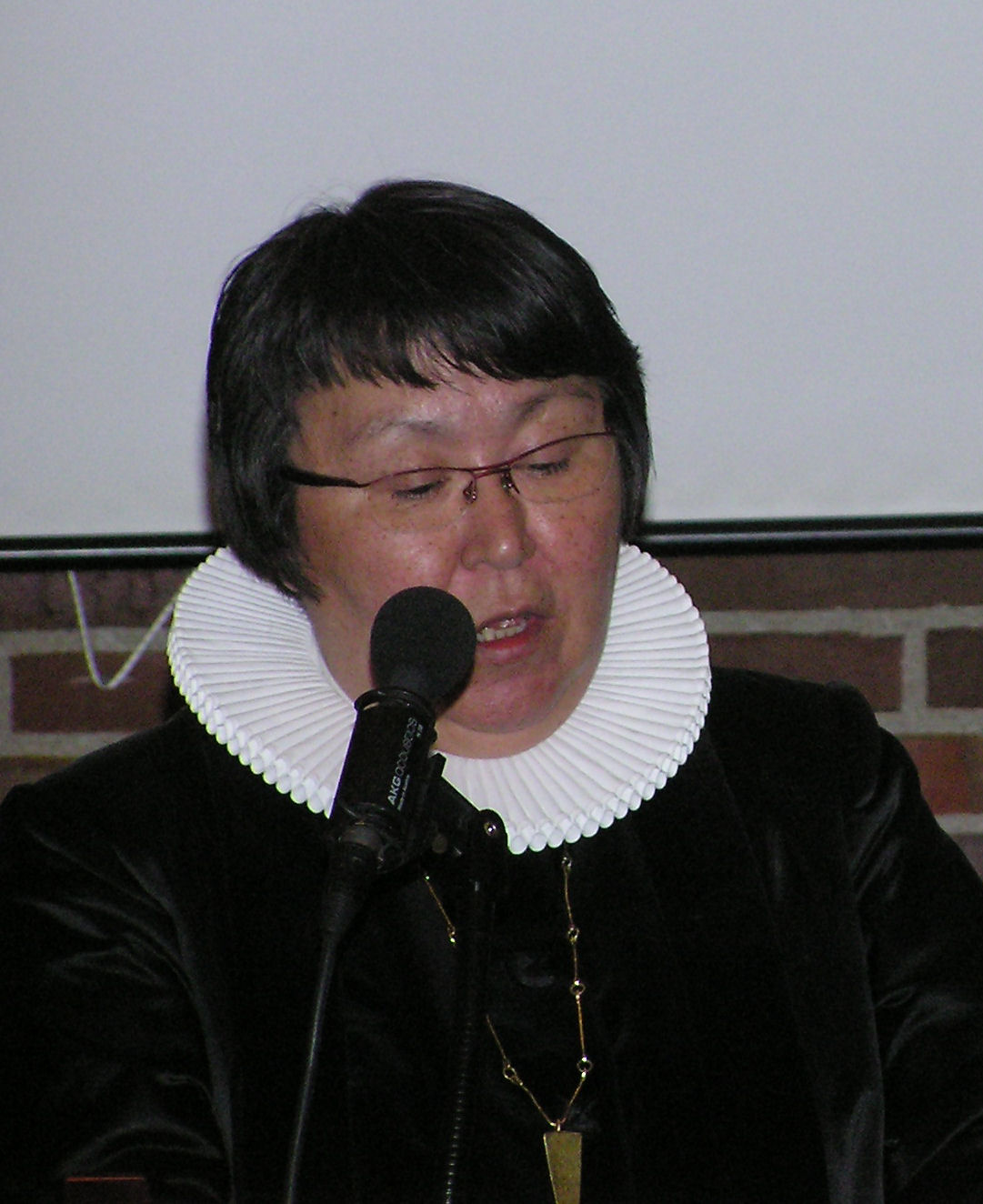
Sofie Petersen (2006)

Sofie Bodil Louise Lisbeth Petersen (* 23. November 1955 in Maniitsoq) ist eine grönländische evangelisch-lutherische Geistliche. Sie war von 1995 bis 2020 Bischöfin des Bistums Grönland, das als autonomes Bistum der Dänischen Volkskirche angehört.

## Leben
Sofie Petersen wurde 1955 als siebtes von acht Kindern als Tochter des Pastors Jørgen Malakias Pavia Samuel Petersen (1918–1991) und seiner Frau Margrethe Beate Katje Thala Berglund (1919–1997) geboren.
Sie verbrachte ihre ersten Lebensjahre in Nanortalik und besuchte anschließend die Realschule in Nuuk. Danach ging sie nach Dänemark, wo sie 1975 in Birkerød die Schule beendete. Von den geistlichen Tätigkeiten ihres Vaters begeistert hatte sie seit ihrem elften Lebensjahr den Wunsch Pastorin zu werden und so begann sie in Nuuk an Grønlands Seminarium zu studieren. Am 25. Juli 1976 heiratete sie den dänischen Pastor Christian Tidemand (* 1954), Sohn von Frederik Rasmussen und Anna Tidemand, der der Vater ihrer beiden Kinder Andreas (* 1980) und Emilie (* 1989) wurde. Nach anderthalb Jahren am Seminar wurde ihr vom Rektor empfohlen Theologie an der Universität Kopenhagen zu studieren. Dort wurde sie 1986 die erste grönländische Theologin. Ihre Ordination erfolgte 1987 in Sisimiut. Fortan war sie bis 1990 Pastorin in ihrer Geburtsstadt, bevor sie nach Ilulissat zog. Dort wurde sie zudem Institutionsleiterin. Am 28. Mai 1995 erhielt sie in Nuuk ihre Bischofsweihe. Sie wurde nach Kristian Mørch die zweite und damit auch erste weibliche Bischöfin Grönlands und nach der nur einen Monat zuvor geweihten Lise-Lotte Rebel die zweite Bischöfin des Königreichs Dänemark. Nach 25 Jahren im Amt kündete sie im März 2020 ihren Rücktritt im selben Jahr an. Im Oktober 2020 wurde Paneeraq Siegstad Munk zu ihrer Nachfolgerin gewählt, die das Amt am 1. Dezember übernahm.
Sie war Anfang der 1980er Jahre Sekretärin in Den Grønlandske Kirkesag. Ab 1989 war sie an der Übersetzung des Neuen Testaments ins Grönländische beteiligt. 1996 wurde sie zur Ritterin des Dannebrogordens ernannt und 2001 wurde sie Ritterin 1. Grades. 2002 erhielt sie den Nersornaat in Silber. 2006 wurde sie in das Exekutivkomitee des Weltkirchenrats gewählt. 2014 wurde sie Kommandeurin des Dannebrogordens. Am 27. September 2019 erhielt sie die Ehrendoktorwürde des Ilisimatusarfik. 2021 erhielt sie den Nersornaat in Gold.